# Heinrich von Oppen

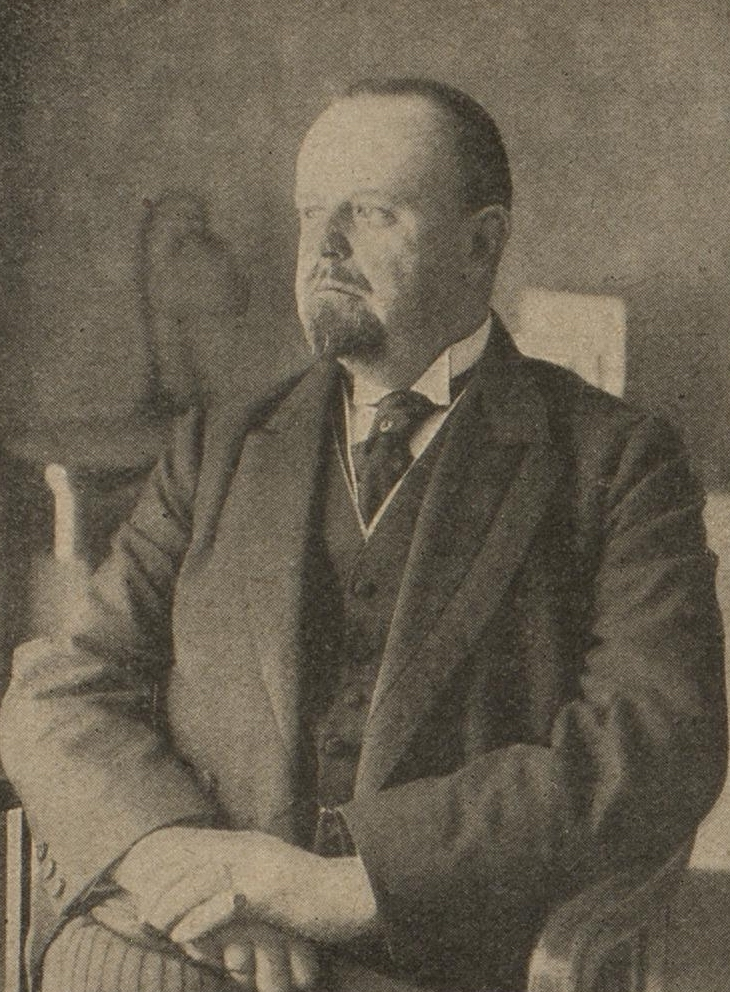
Heinrich von Oppen, um 1916

Heinrich Karl Wilhelm Ehrenfried Hellmuth von Oppen (* 6. April 1869 in Breslau; † 2. November 1925 in Altfriedland) war ein deutscher Verwaltungsbeamter, Rittergutsbesitzer und Parlamentarier.

## Leben

### Herkunft
Heinrich war ein Sohn des preußischen Generalleutnants Karl von Oppen (1824–1895) und dessen zweiter Ehefrau Gabriele Marie, geborene Gräfin von Itzenplitz (1839–1901). Matthias von Oppen und Joachim von Oppen waren seine Brüder.

### Karriere
Oppen studierte Rechtswissenschaften an der Georg-August-Universität Göttingen. 1887 wurde er Mitglied des Corps Saxonia Göttingen. Nach dem Studium absolvierte er das Referendariat und wurde Regierungsassessor im preußischen Staatsdienst. 1896 wurde er zum Landrat des Landkreises Oberbarnim ernannt. 1909 wurde er zum Polizeipräsidenten von Breslau berufen. 1916 wechselte er als Polizeipräsident nach Berlin, wo er bis zum 9. November 1918 im Amt blieb.

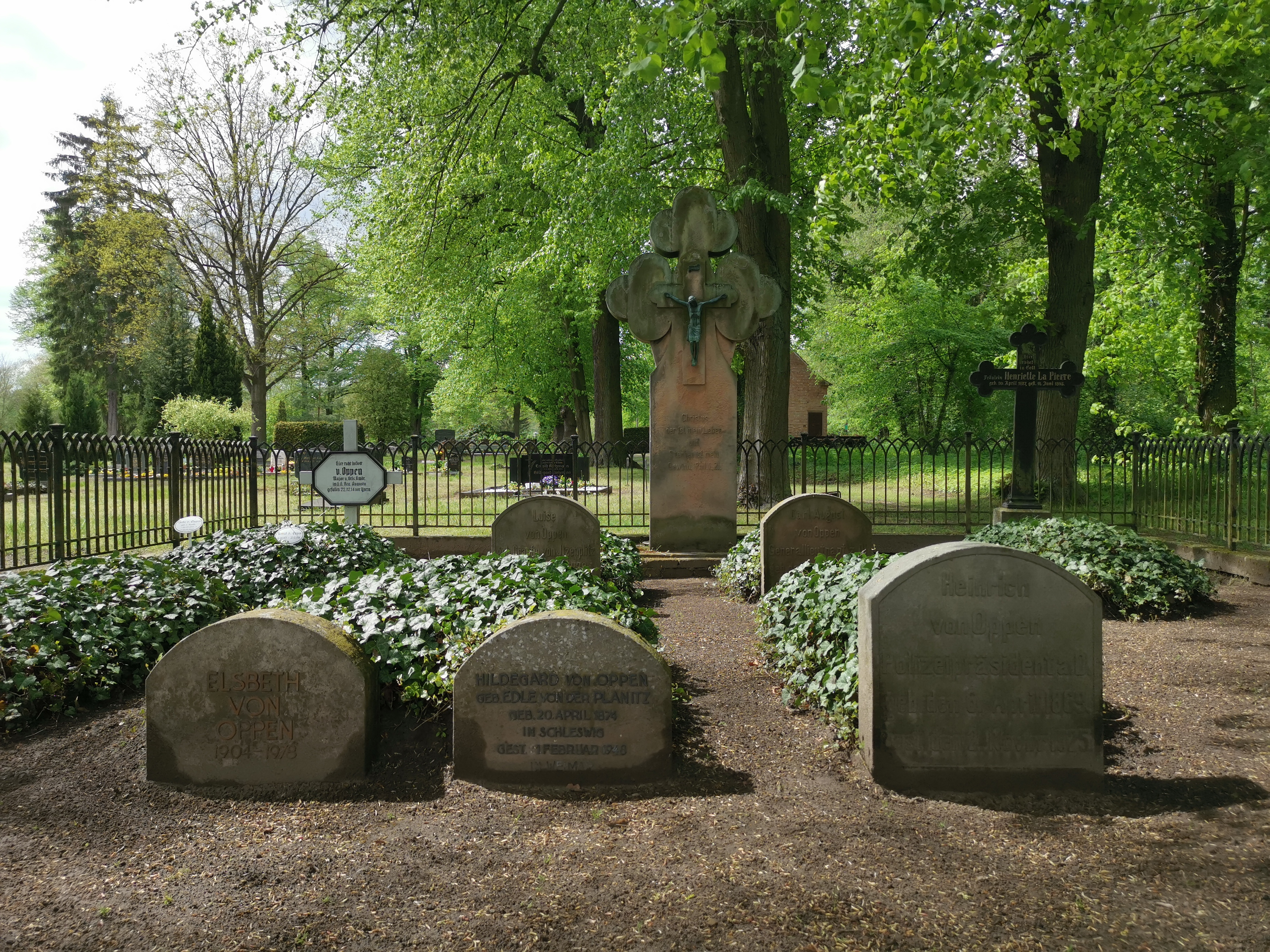
Grabstätte auf dem Friedhof Altfriedland

Oppen war Besitzer der Rittergüter Altfriedland und Metzdorf mit einer Fläche von 1711 Hektar. Er war Kreisdeputierter, Mitglied des Kreisausschusses und des Kreistages. Er gehörte dem Provinzialausschuss und dem Provinziallandtag von Brandenburg sowie dem Preußischen Staatsrat an.

### Familie
Oppen hatte sich am 11. November 1899 in Berlin mit Hildegard von der Planitz, der Tochter des späteren preußischen Generaloberst Ernst von der Planitz (1836–1910) verheiratet. Das Paar hatte mehrere Kinder:
- Karl August (* 1901; † 1974), auf Alt-Friedland und Metzdorf, Bundesarbeitsrichter
- Luise (* 1903)
- Elsbeth (* 1904; † 1978), Landwirtschaftliche Oberlehrerin
- Helene Charlotte (* 1906; † 1979), Ärztin
- Ernst (* 1907, † 1943), Leutnant d. R. im 178. Inf. Rgt.[6]
- Magarethe (* 1908; † 1972)
- Marie (* 1908; † 1966), Ärztin
- Adolf Friedrich (* 1911; † 1987), Wissenschaftler[7]